# Stefanov tok
Stefanov tok je transportni pojav, ki se nanaša na gibanje atomov, molekul v tekočinah (po navadi v plinski fazi), ki ga povzročajo kemijske vrste v stiku z mejno ploskvijo. Zgledi takšnih procesov so: izhlapevanje, kondenzacija, kemična reakcija, sublimacija, ablacija, adsorpcija, absorpcija in desorpcija. Imenuje se po Jožefu Stefanu, ki je prvi proučeval hitrosti izhlapevanja.